# Thaumasianthes
Thaumasianthes é um género botânico pertencente à família Loranthaceae.